# Felipe Nieto Benito
Felipe Nieto Benito (Burgo de Osma, Soria; 26 de mayo de 1831 - Madrid; septiembre de 1888) fue un militar, empresario, político y filántropo español. La mayor parte de la fortuna que llegó a acumular en vida fue utilizada para la creación de la Escuela Laica de Guadalajara en 1902.

## Biografía
Su padre, Miguel Nieto, fue un militar que participó en la Primera Guerra Carlista en el bando de Don Carlos. Felipe Nieto siguió su profesión, ingresó en el Ejército español y llegó al grado de Comandante en la Capitanía General de Cuba. 
Estuvo en diversas campañas coloniales de Santo Domingo y de Cuba. Durante el Sexenio Revolucionario pasó a la Península y participó en la tercera guerra carlista en el bando liberal.
Cuando finalizó la guerra, dedicó varios meses a realizar diversos viajes a Europa, donde se abrió a ideologías más progresistas evolucionó hacia posiciones liberales y republicanas. En su regreso a España, fijó su residencia en Guadalajara, una ciudad con un importante foco republicano, donde participó activamente en su vida cultural y política y tomó contacto con el Partido Republicano Democrático Federal de Francisco Pi y Margall, con quien mantuvo amistad hasta su fallecimiento.
Durante su participación en la vida política republicana federal se interesó especialmente por el fomento de la educación y la enseñanza laicas. Fue así uno de los principales impulsores de la idea de crear escuelas a imagen de la Institución Libre de Enseñanza y que dio como resultado años después la creación de la Escuela Moderna de Barcelona y la Escuela Laica de Guadalajara.
Falleció en septiembre de 1888 cuando ya amasaba una importante fortuna fruto de sus negocios y empezaba a considerar la idea de fundar una escuela laica en Guadalajara. Estaba soltero y no tenía descendencia, por lo que dejó a su hermana una pequeña parte de la herencia y destinó la mayor a la creación de una escuela laica en Guadalajara.

## Escuela Laica de Guadalajara
El 15 de junio de 1885, Felipe Nieto dictó su testamento en el que establecía que, cuando falleciese, se le entregasen a su hermana Juana su ajuar doméstico y mobiliario, vendiéndose el resto de sus propiedades para invertir el capital resultante en títulos y valores de la Deuda Pública, cuyas rentas serían disfrutadas de forma vitalicia por su hermana y que, una vez fallecida ésta, todo el patrimonio se destinase a crear y sostener una Escuela Laica de primera enseñanza para varones en la ciudad de Guadalajara. Sus albaceas testamentarios fueron Francisco Pi y Margall —líder del Partido Republicano Democrático Federal con el que se identificaba Felipe Nieto—, Fernando Lozano Montes y Ramón Chíes, editores de Las Dominicales del Libre Pensamiento. Fue en 1902, a la muerte de Juana Nieto Benito, cuando el único albacea vivo entonces, Fernando Lozano, inició los trámites para la apertura de la Escuela Laica.